# باول بيجن
باول بيجن هو محامي وسياسي كندي، ولد في 15 مايو 1943 في Saguenay–Lac-Saint-Jean ‏ في كندا. نشط حزبياً في الحزب الكيبيكي. وقد انتخب عضو الجمعية الوطنية في كيبك ‏ عن دائرة Louis-Hébert (provincial electoral district) ‏ (12 سبتمبر 1994 – 14 أبريل 2003).